# Kurbad Friedrich-Engels-Allee

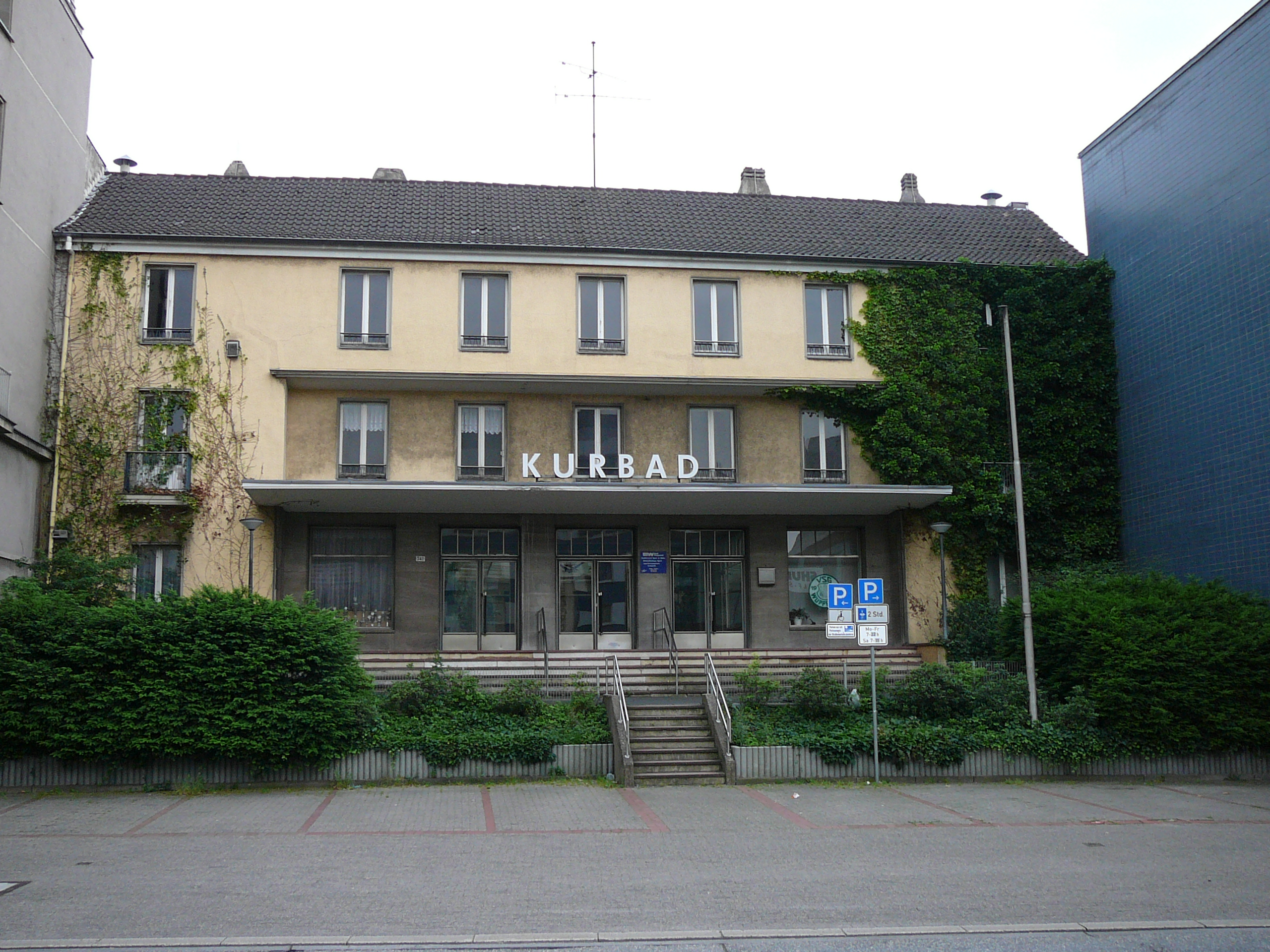
Kurbad Friedrich-Engels-Allee (2007)

Das Kurbad Friedrich-Engels-Allee ist ein historisches Gebäude im Wuppertaler Stadtteil Barmen. Das ehemalige Stadtbad an der Friedrich-Engels-Allee war eine der letzten Badeanstalten und wurde in dieser Form fast hundert Jahre lang betrieben. Das Schwimmbecken mit einer Größe von 10,5 × 25 Meter bot einen Schwimmer- und einen Nichtschwimmerbereich. Die Baudenkmal-Eigenschaft wurde 1997 geprüft.

## Geschichte

### Nutzung als kommunale Badeanstalt

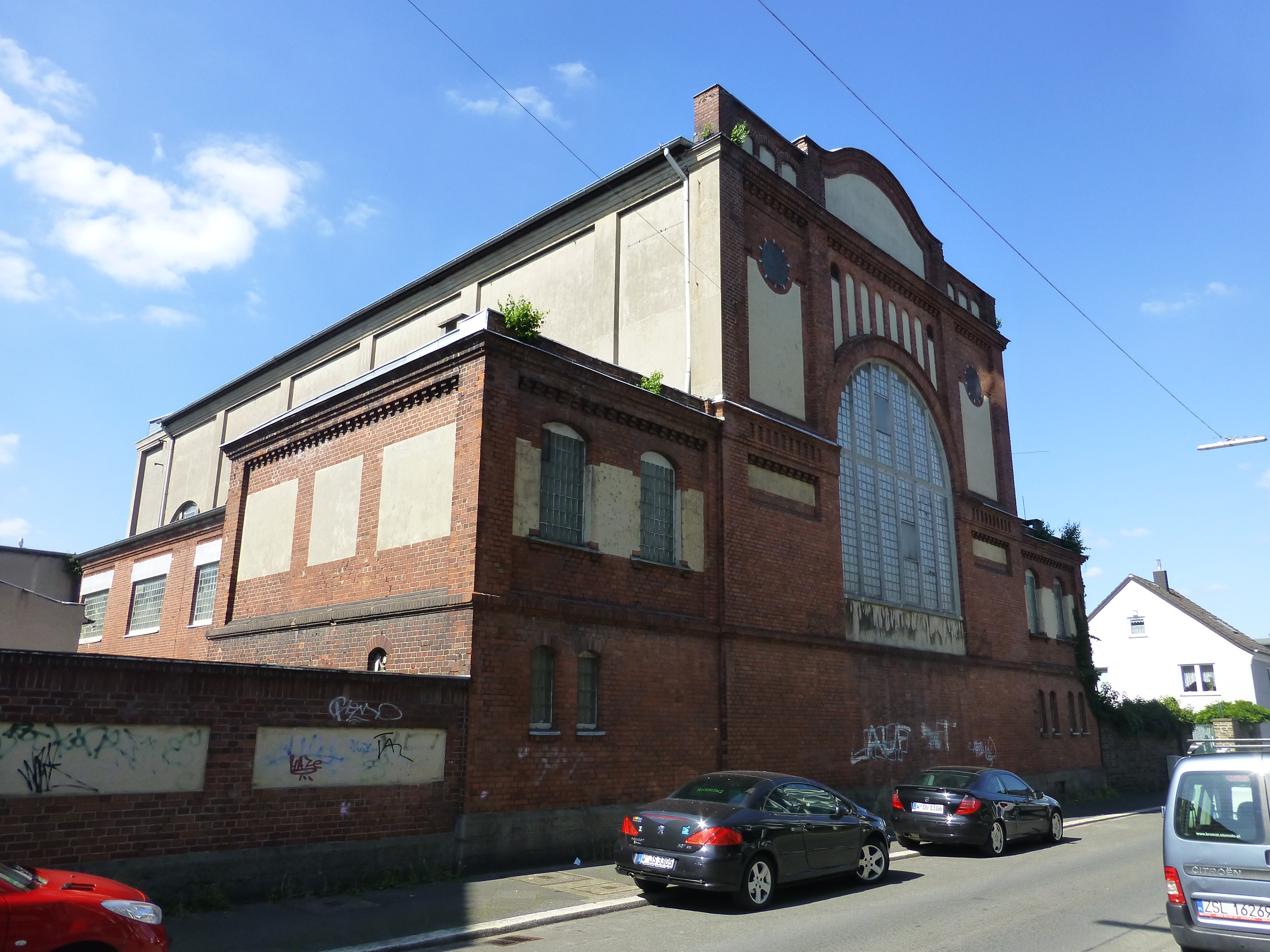
Der Baukörper mit dem eigentlichen Bad, Sicht von der Wittensteinstraße (2014)

Das Kurbad entstand aus einem kleinen Bad eines Privatunternehmers, der hier bereits 1890 ein Bad erbaut hatte, das allerdings nur Wannenbäder anbot. Die Stadt Barmen kaufte 1895 das Grundstück mit dem Gebäude und eröffnete die Badeanstalt nach umfangreichen Umbauarbeiten und dem Einbau eines Schwimmbeckens im April 1902. Man warb damals mit:

„Brausebädern und einer ‚elektrischen Lichtanlage‘, mit einer ‚Schwitzbadevorrichtung‘ und einem ‚Massage- und Knetraum‘!“

Eine weitere Attraktion war zu dieser Zeit eine FKK-Sonnfläche auf dem Dach des Gebäudes, die mit einer Rohrgeflechtumzäunung vor fremden Blicken schützte. Das Bad wurde stark von Schwimmvereinen frequentiert, darunter der Schwimmerbund Barmen und der Arbeiter-Schwimmer-Bund; letzterer wurde 1933 von den Nationalsozialisten verboten.
Bei dem Luftangriff auf Barmen im Zweiten Weltkrieg in der Nacht vom 29. zum 30. Mai 1943 wurde das Bad erheblich beschädigt und der Eingangsbereich völlig zerstört. Nach dem Krieg ruhte der Badebetrieb bis 1946, wonach ein Notdach den Betrieb wieder möglich machte. Das Bad wurde in veränderter Form wieder aufgebaut und konnte im März 1955 mit renovierter Fassade und Vorhalle nebst reparierter Wannen- und Brauseanlage wieder eröffnet werden.
Neben dem eigentlichen Bad fanden sich noch medizinische Bäder und eine Sauna im Angebot, die Wannenbäder wurden jedoch mangels Nachfrage in den 1980er-Jahren geschlossen und der Betrieb von medizinischen Bädern und Massagen am 1. Juni 1998 eingestellt. Das Jahr 2004 verzeichnete noch 93.201 Gesamt-Besuche von geschätzten 2500 Personen im gesamten Kurbad. Bei einem geschätzten Zuschussbedarf von 479.000 Euro für das Jahr 2003 wurde die Schließung des Bades beschlossen.

### Folgenutzung

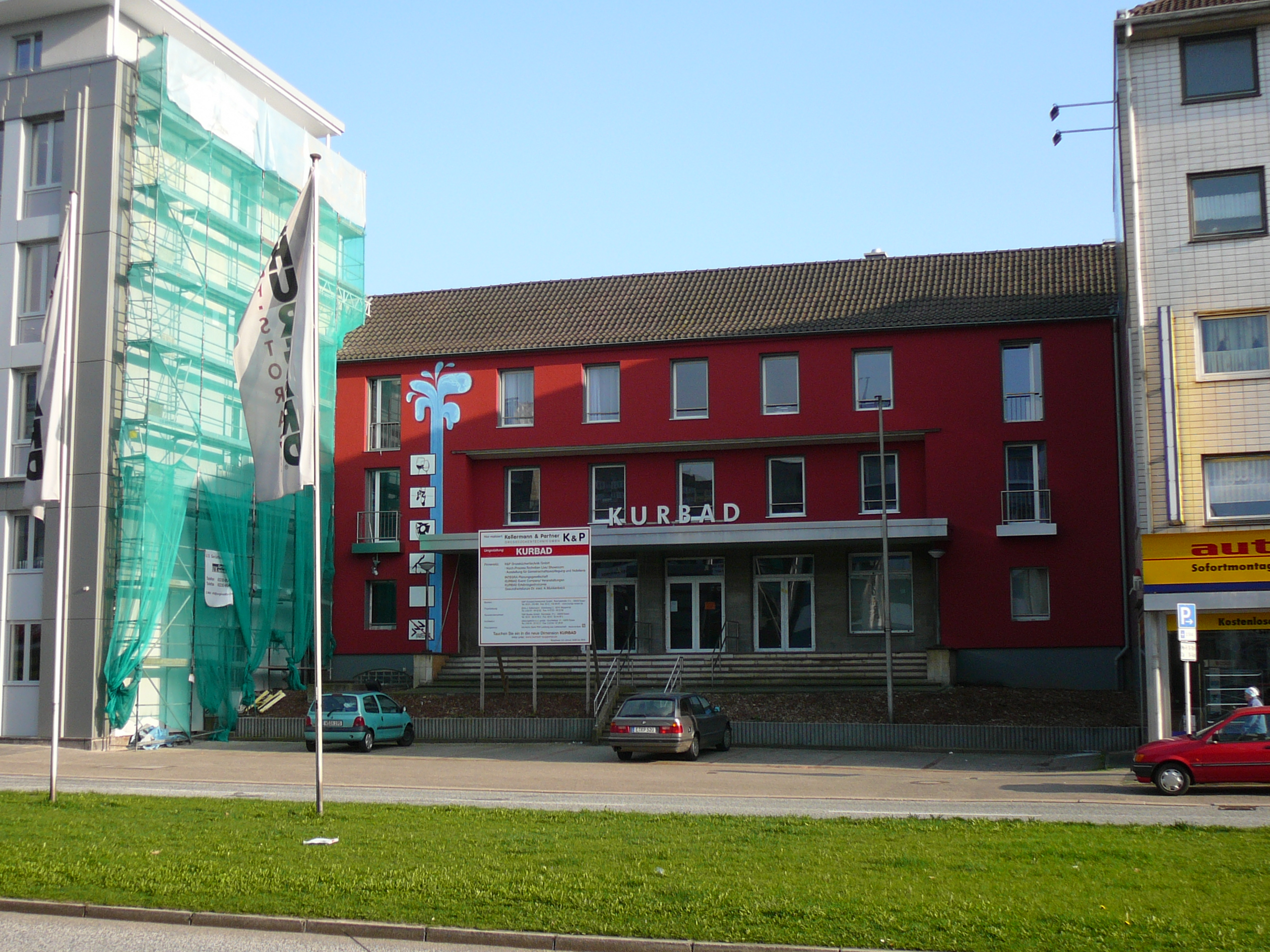
Kurbad Friedrich-Engels-Allee (2009)

Als im Juni 2005 Risse im Becken festgestellt wurden, die Reparatur sich aber für die Stadt Wuppertal als zu teuer erwies, stand die Aufgabe des Bades im Oktober 2005 endgültig fest. Im Juni 2007 wurde bekannt, dass die Stadt das Gebäude an die Essener Firma Kellermann & Partner verkauft hatte. Das Fachunternehmen für Großküchentechnik hatte seinen Firmensitz von Essen nach Wuppertal verlegt, der Kaufpreis betrug nach Presseberichten 70.000 Euro. Jedoch mussten die neuen Betreiber erhebliche Finanzmittel in Sanierung und Umbau investieren, so wurde unter anderem die Fassade zur Friedrich-Engels-Allee in roter Farbe aufgefrischt.
Eine Delikatessen-Gastronomie war geplant, in der Mitte ein großer, gläserner Küchenbereich mit Ausstellung und am Standort des ehemaligen Schwimmbads eine Musik-, Kultur- und Kunstbühne. Die Pläne für eine Eventfläche scheitern jedoch an der nicht ausreichenden Zahl von Parkplätzen. Der renovierte Portalbereich des ehemaligen Bades mit Zugang von der Friedrich-Engels-Allee wurde in einen Bürobereich und eine Wohnung umgebaut und wird nach Angaben von 2015 von Kellermann & Partner genutzt.
Im November 2020 bezog die Kindertagesstätte Montessori Kinderhaus Altes Kurbad den zur Wittensteinstraße weisenden Teil des Gebäudes.